# Formules trigonométriques en kπ/7
Cet article présente des formules trigonométriques faisant intervenir des angles multiples de π/7.

## Valeur et construction approchées

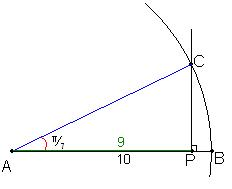
Tracé (approximatif) d'un angle de.

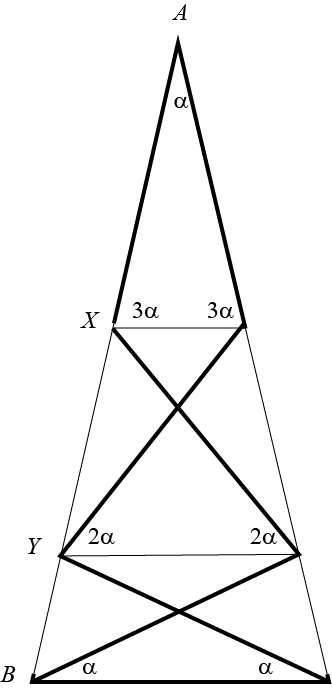
Si on dispose sept cure-dents identiques de sorte que A, X, Y, B soient alignés, l'angle en A vaut.

Le nombre {\displaystyle \cos {\frac {\pi }{7}}} a pour développement décimal : {\displaystyle 0{,}9009688...} , suite A073052 de l'OEIS.
On a donc avec une assez bonne approximation :
{\displaystyle \cos {\frac {\pi }{7}}\simeq {\frac {9}{10}}}.
Cette valeur permet de construire à la règle et au compas un angle ayant une mesure proche de {\displaystyle {\frac {\pi }{7}}}. On trace un segment [AB] et un point P tel que {\displaystyle AP={\frac {9}{10}}AB}. Soit C le point d'interception entre le cercle de centre A et de rayon AB avec la perpendiculaire à (AB) passant par P. Alors l'angle {\displaystyle {\widehat {BAC}}} a une mesure proche de {\displaystyle {\frac {\pi }{7}}}.

## Constructibilité
Le nombre {\displaystyle \cos {\frac {\pi }{7}}} n'est pas constructible (on peut déduire ce cas particulier du théorème de Gauss-Wantzel, en utilisant le théorème de Wantzel et l'équation de degré 3 ci-dessous), ce qui revient à dire qu'il n'existe pas de construction à la règle et au compas de l'heptagone régulier.
Par contre {\displaystyle \cos {\frac {\pi }{7}}} est "cure-dents-constructible", comme indiqué dans la figure ci-contre . Cette construction a été trouvée en 1973 par Crockett Johnson en jouant avec des cure-dents dans un café  . On peut aussi l'obtenir à partir d'un heptagone articulé avec des barres de même longueur.

## Quelques solutions d'équations
- L'équation {\displaystyle x^{3}-{\frac {x^{2}}{2}}-{\frac {x}{2}}+{\frac {1}{8}}=0} a pour solutions :
{\displaystyle \cos {\frac {\pi }{7}},\quad -\cos {\frac {2\pi }{7}},\quad \cos {\frac {3\pi }{7}}}[3] .

{\displaystyle \cos {\frac {\pi }{7}}} est donc un nombre algébrique, mais on peut montrer qu'il n'est pas exprimable par radicaux réels (l'équation ci-dessus présente un casus irreducibilis) ; on peut cependant l'exprimer par radicaux cubiques et carrés complexes : si {\displaystyle u={\frac {-1+3\mathrm {i} {\sqrt {3}}}{2}}}, {\displaystyle \cos {\frac {\pi }{7}}={\frac {1}{6}}\left(1+{\sqrt[{3}]{\frac {49}{u}}}+{\sqrt[{3}]{7u}}\right)}.
- Donc l'équation {\displaystyle x^{3}-x^{2}-2x+1=0} a pour solutions : {\displaystyle 2\cos {\frac {\pi }{7}},-2\cos {\frac {2\pi }{7}},2\cos {\frac {3\pi }{7}}} , ce qui montre que {\displaystyle 2\cos {\frac {\pi }{7}}} est un entier algébrique.
- L'équation {\displaystyle x^{3}+x^{2}-x+{\frac {1}{7}}=0} a pour solutions :
{\displaystyle {\frac {\tan {\frac {\pi }{7}}}{\sqrt {7}}},\quad {\frac {\tan {\frac {2\pi }{7}}}{\sqrt {7}}},\quad -{\frac {\tan {\frac {3\pi }{7}}}{\sqrt {7}}}}[3] .

- Donc l'équation {\displaystyle x^{3}+7x^{2}-49x+49=0} a pour solutions : {\displaystyle {\sqrt {7}}\,\tan {\frac {\pi }{7}},{\sqrt {7}}\,{\tan {\frac {2\pi }{7}}},-{\sqrt {7}}\,\tan {\frac {3\pi }{7}}} ce qui montre que {\displaystyle {\sqrt {7}}\tan {\frac {\pi }{7}}} est un entier algébrique.
- L'équation
{\displaystyle x^{3}+{\frac {x^{2}}{2}}-{\frac {1}{56}}=0}
a pour solutions :
{\displaystyle {\frac {\sin {\frac {\pi }{7}}}{\sqrt {7}}},\quad -{\frac {\sin {\frac {2\pi }{7}}}{\sqrt {7}}},\quad -{\frac {\sin {\frac {3\pi }{7}}}{\sqrt {7}}}}[4] .

## Formules homogènes
On en déduit les fonctions symétriques élémentaires associées aux équations précédentes :
- {\displaystyle {\begin{cases}\cos {\frac {\pi }{7}}-\cos {\frac {2\pi }{7}}+\cos {\frac {3\pi }{7}}={\frac {1}{2}}\\\cos {\frac {\pi }{7}}\cos {\frac {2\pi }{7}}\cos {\frac {3\pi }{7}}={\frac {1}{8}}\\\cos {\frac {\pi }{7}}\cos {\frac {2\pi }{7}}-\cos {\frac {\pi }{7}}\cos {\frac {3\pi }{7}}+\cos {\frac {2\pi }{7}}\cos {\frac {3\pi }{7}}={\frac {1}{2}}\end{cases}}}
- {\displaystyle {\begin{cases}\tan {\frac {\pi }{7}}+\tan {\frac {2\pi }{7}}-\tan {\frac {3\pi }{7}}=-{\sqrt {7}}\\\tan {\frac {\pi }{7}}\tan {\frac {2\pi }{7}}\tan {\frac {3\pi }{7}}={\sqrt {7}}\\\tan {\frac {\pi }{7}}\tan {\frac {2\pi }{7}}-\tan {\frac {\pi }{7}}\tan {\frac {3\pi }{7}}-\tan {\frac {2\pi }{7}}\tan {\frac {3\pi }{7}}=-7\end{cases}}}
- {\displaystyle {\begin{cases}\sin {\frac {\pi }{7}}-\sin {\frac {2\pi }{7}}-\sin {\frac {3\pi }{7}}=-{\frac {\sqrt {7}}{2}}\\\sin {\frac {\pi }{7}}\sin {\frac {2\pi }{7}}\sin {\frac {3\pi }{7}}={\frac {\sqrt {7}}{8}}\\\sin {\frac {\pi }{7}}\sin {\frac {2\pi }{7}}+\sin {\frac {\pi }{7}}\sin {\frac {3\pi }{7}}-\sin {\frac {2\pi }{7}}\sin {\frac {3\pi }{7}}=0\end{cases}}}

## Autres relations
{\displaystyle \cos {\frac {2\pi }{7}}=2\cos ^{2}{\frac {\pi }{7}}-1={\frac {1}{4\cos {\frac {\pi }{7}}-2}}}
{\displaystyle \cos {\frac {3\pi }{7}}=-\cos {\frac {4\pi }{7}}=1-2\cos ^{2}{\frac {2\pi }{7}}={\frac {1}{4\cos {\frac {2\pi }{7}}+2}}}
{\displaystyle \cos {\frac {\pi }{7}}=-\cos {\frac {6\pi }{7}}=1-2\cos ^{2}{\frac {3\pi }{7}}={\frac {1}{2-4\cos {\frac {3\pi }{7}}}}}

## Autres formules découlant des précédentes
Pour d'autres valeurs de l'entier k dans kπ/7, on peut se ramener aux formules précédentes en tenant compte de la parité de cos et de l'imparité de sin et tan, et du fait que
{\displaystyle \cos(\pi -\theta )=-\cos \theta {\text{ et }}\sin(\pi -\theta )=\sin \theta }.

## Sommes de Newton
La suite
{\displaystyle p_{n}:=\left(2\cos {\frac {\pi }{7}}\right)^{n}+\left(-2\cos {\frac {2\pi }{7}}\right)^{n}+\left(2\cos {\frac {3\pi }{7}}\right)^{n}\quad (n\in \mathbb {Z} )}
se déduit des polynômes symétriques élémentaires ci-dessus, dans ses valeurs initiales
{\displaystyle p_{0}=3,\quad p_{1}=1,\quad p_{2}=5}
et dans sa récurrence linéaire d'ordre 3 :
{\displaystyle \forall n\in \mathbb {Z} \quad p_{n+3}-p_{n+2}-2p_{n+1}+p_{n}=0}.
Par exemple :
{\displaystyle p_{3}=4,\quad p_{4}=13,\quad p_{5}=16,\quad p_{6}=38,\quad p_{7}=57} suite A096975 de l'OEIS, et
{\displaystyle p_{-1}=2,\quad p_{-2}=6,\quad p_{-3}=11,\quad p_{-4}=26,\quad p_{-5}=57}suite A274975 de l'OEIS.
Tous les entiers pn sont strictement positifs, les deux suites {\displaystyle (p_{n})_{n\geq 3}} et {\displaystyle (p_{-n})_{n\geq 1}} étant même strictement croissantes.